# Jasey-Jay Anderson
Jasey-Jay Anderson (n. 13 aprilie 1975, Montréal, provincia Québec, Canada) este un sportiv ce a reprezentat Canada, medaliat olimpic. A participat la 4 ediții ale Jocurilor Olimpice (2002, 2006, 2010, 2014) în care a câștigat o medalie de aur.